# Spargania semipallida
Spargania semipallida là một loài bướm đêm trong họ Geometridae.